# Махмутов, Александр Мустафович
Алекса́ндр Муста́фович Ма́хмутов (10 марта 1966, Ревда, Свердловская область)  — советский и российский боксёр, успешно выступавший среди любителей и профессионалов. Двукратный чемпион СССР, двукратный обладатель Кубка СССР, победитель Спартакиады народов СССР, участник летних Олимпийских игр в Сеуле, мастер спорта СССР международного класса. В 1990—2004 годы был профессионалом, владел поясом чемпиона Европы по версии Европейского боксёрский союза, неоднократно претендовал на титулы чемпиона мира крупнейших боксёрских ассоциаций.

## Биография
Александр Махмутов родился 10 марта 1966 года в посёлке Гусевка, входящем в состав города Ревда, Свердловская область. Активно заниматься боксом начал в возрасте одиннадцати лет в добровольном спортивном обществе «Труд» у тренера Ивана Ивановича Вопилова, был чемпионом города и области. В 1984 году по приглашению переехал в Электросталь, где продолжил подготовку под руководством заслуженного тренера России Валерия Смолякова.
Серьезного успеха на ринге добился в 1985 году, когда стал чемпионом СССР и обладателем Кубка СССР в наилегчайшем весе. В следующем сезоне завоевал серебряную медаль чемпионата страны и одержал победу на Спартакиаде народов СССР — за эти достижения удостоен звания мастера спорта СССР международного класса. На чемпионате Советского Союза 1987 года вновь вынужден был довольствоваться вторым местом, но в 1988 году вернул себе титул лучшего боксёра страны в своей весовой категории (48 кг). Благодаря удачным выступлениям получил право защищать честь страны на летних Олимпийских играх 1988 года в Сеуле. В четвертьфинале проиграл со счётом 0:5 титулованному болгарину Ивайло Маринову, который в итоге и стал олимпийским чемпионом. Последний раз добился успеха в 1989 году, выиграв очередную серебряную медаль чемпионата Советского Союза, после чего принял решение покинуть любительский ринг и перешёл в профессионалы.
На профессиональном уровне дебютировал в июне 1990 года, в течение трёх лет провёл несколько успешных боёв в странах бывшего СССР, завоевал и неоднократного защитил титул чемпиона России в наилегчайшей весовой категории. В феврале 1993 года съездил в Таиланд, где в своём первом 12-раундовом поединке поборолся за титул Интерконтинентального чемпиона по версии Всемирного боксёрского совета с тайцем Чатчаем Сасакулом — несмотря на нокдаун, сделанный в первом раунде, проиграл единогласным решением судей. В 1994 году выиграл пояс чемпиона СНГ и славянских стран WBC, в 1996 году стал чемпионом Паназиатской боксёрской ассоциации и получил право выйти на бой за звание чемпиона мира Всемирной боксёрской ассоциации, но после 12 раундов судьи отдали победу тайцу Саену Сору Плоенчиту.
Следующий свой бой вновь проводил в Таиланде, на кону стоял титул чемпиона мира по версии Всемирной боксёрской федерации, однако серьёзное рассечение, полученное в 5 раунде, помешало российскому боксёру одержать победу. Соперником был таец Самсон Датч Бой Джим. Вернувшись из Азии, Махмутов сосредоточился на европейском боксе, в частности, его главной целью стал пояс чемпиона Европы, разыгрываемый Европейским боксёрским союзом. В сентябре 1998 года он впервые был претендентом на этот титул, но победить ранее не проигрывавшего француза Давида Гиро ему не удалось. В декабре 1999 года пояс всё-таки оказался в его руках (после схватки с итальянцем Сальваторе Фанни), однако при первой же защите в феврале 2000 года был отобран британцем Дамаеном Келли. Спустя какое-то время состоялся матч-реванш с Гиро, и на сей раз из противостояния победителем вышел Махмутов, вернувший себе звание сильнейшего в Европе боксёра. Впоследствии в период 2000—2002 четырежды защитил свой титул в поединках с испанцем Хосе Антонио Лопесом Буэно, британцем Джейсоном Бутом, датчанином Стеффеном Норсковом, французом Мимуном Шеном, после чего начал готовиться к бою с чемпионом мира Всемирной боксёрской организации аргентинцем Омаром Андресом Нарваэсом.
Переговоры с командой Нарваэса затянулись, стороны долго не могли договориться по финансовой части, и Махмутова, не проводившего всё это время матчей, лишили пояса чемпиона Европы. В мае 2003 года россиянин в очередной раз вернул себе европейский титул, победив техническим нокаутом француза Мимуна Шена. Бой с Нарваэсом в итоге состоялся, оба спортсмена вышли на ринг в ноябре, но из-за явного преимущества соперника в 10 раунде Махмутов отказался от дальнейшего продолжения поединка. В апреле 2004 года провёл бой в Москве с никому не известным дебютантом Малхазом Асаяном и не смог выйти из этого матча победителей — после 6 раундов судьи зафиксировали ничью. Спустя три месяца Александр Махмутов в последний раз вышел на ринг в качестве профессионального боксёра, в бою с олимпийским чемпионом из Франции Брахимом Аслумом он мог выиграть титулы Интерконтинентального чемпиона по версиям WBA и WBO, а также вернуть себе пояс чемпиона Европы, но судьи отдали победу действующему чемпиону.
После этих событий Махмутов принял решение завершить карьеру профессионального спортсмена. Всего в послужном списке Александра Махмутова 51 бой, из них 42 окончены победой (21 - досрочно), 8 поражением (2 - досрочно), в одном случае была ничья.
Проживает в подмосковном Ногинске, с 2007 года работает старшим тренером-преподавателем. Окончил Московский областной государственный институт физической культуры.